# 施氏異色鱸
施氏異色鱸，為輻鰭魚綱鱸形目鱸亞目擬雀鯛科的其中一種，分布於西印度洋Saint Brandon's礁海域，深度0-11公尺，為熱帶海水魚，體長可達2.8公分，棲息在珊瑚礁區水域，生活習性不明。